# Dongying
Dongying léase Dong-Yíng (en chino: 东营市,pinyin: Dōngyíng shì,Literalmente:campamento oriental) es una ciudad-prefectura en la provincia de Shandong, República Popular de China. Localizada en las montañas del río Amarillo.  Limita al norte con Cangzhou, al sur con Weifang,al oeste con Binzhou y al este con la Bahía de Laizhou. Su área es de 7923 km² y su población de 1.800.116 habitantes.

## Administración
La ciudad prefectura de Dongying administra 2 distritos y 3 condados:
- Distrito de Dongying (东营区)
- Distrito Hekou (河口区)
- Condado Guangrao (广饶县)
- Condado Lijin(利津县)
- Condado Kenli (垦利县)

-Estos se dividen en 23 pueblos,13 municipios y 7 subdistritos-.

## Clima
| Parámetros climáticos promedio de Dongying (1971–2000) | Parámetros climáticos promedio de Dongying (1971–2000) | Parámetros climáticos promedio de Dongying (1971–2000) | Parámetros climáticos promedio de Dongying (1971–2000) | Parámetros climáticos promedio de Dongying (1971–2000) | Parámetros climáticos promedio de Dongying (1971–2000) | Parámetros climáticos promedio de Dongying (1971–2000) | Parámetros climáticos promedio de Dongying (1971–2000) | Parámetros climáticos promedio de Dongying (1971–2000) | Parámetros climáticos promedio de Dongying (1971–2000) | Parámetros climáticos promedio de Dongying (1971–2000) | Parámetros climáticos promedio de Dongying (1971–2000) | Parámetros climáticos promedio de Dongying (1971–2000) | Parámetros climáticos promedio de Dongying (1971–2000) |
| Mes                                                    | Ene.                                                   | Feb.                                                   | Mar.                                                   | Abr.                                                   | May.                                                   | Jun.                                                   | Jul.                                                   | Ago.                                                   | Sep.                                                   | Oct.                                                   | Nov.                                                   | Dic.                                                   | Anual                                                  |
| ------------------------------------------------------ | ------------------------------------------------------ | ------------------------------------------------------ | ------------------------------------------------------ | ------------------------------------------------------ | ------------------------------------------------------ | ------------------------------------------------------ | ------------------------------------------------------ | ------------------------------------------------------ | ------------------------------------------------------ | ------------------------------------------------------ | ------------------------------------------------------ | ------------------------------------------------------ | ------------------------------------------------------ |
| Temp. máx. media (°C)                                  | 2.5                                                    | 5.1                                                    | 11.5                                                   | 20.1                                                   | 25.9                                                   | 29.9                                                   | 31.2                                                   | 30.3                                                   | 26.5                                                   | 20.4                                                   | 12.1                                                   | 5.1                                                    | 18.4                                                   |
| Temp. mín. media (°C)                                  | -6.3                                                   | -4.2                                                   | 1.3                                                    | 8.6                                                    | 14.4                                                   | 19.6                                                   | 23.1                                                   | 22.6                                                   | 17.2                                                   | 10.6                                                   | 2.8                                                    | -3.6                                                   | 8.8                                                    |
| Precipitación total (mm)                               | 5.5                                                    | 8.8                                                    | 12.5                                                   | 24.4                                                   | 39.9                                                   | 75.1                                                   | 160.3                                                  | 133.5                                                  | 45.9                                                   | 31.5                                                   | 14.9                                                   | 7.0                                                    | 559.3                                                  |
| Días de precipitaciones (≥ 0.1 mm)                     | 2.7                                                    | 3.5                                                    | 4.0                                                    | 4.9                                                    | 5.7                                                    | 8.0                                                    | 11.8                                                   | 9.8                                                    | 5.9                                                    | 5.5                                                    | 4.4                                                    | 3.3                                                    | 69.5                                                   |
| Fuente: Weather China                                  |                                                        |                                                        |                                                        |                                                        |                                                        |                                                        |                                                        |                                                        |                                                        |                                                        |                                                        |                                                        |                                                        |

## Economía
Una gran parte de la economía de la ciudad gira en torno del petróleo y el cercano campo petrolífero Shengli.  
Además cuenta con fábricas grandes que son de: petróleo, petroquímica, química, fabricación de papel, maquinaria, electrónica, construcción, materiales de construcción, procesamiento de alimentos, neumáticos, textiles e industrias ligeras.
Dongying es uno de los principales productores mundiales de neumáticos de caucho. Cuenta con más fábricas de neumáticos que cualquier otra ciudad del mundo. Recientemente, la economía de Dongying ha crecido significativamente, lo que refleja el alto desarrollo de la economía china.